# التعايش مع نجم
التعايش مع نجم: (بالإنجليزية: Living With a Star)‏

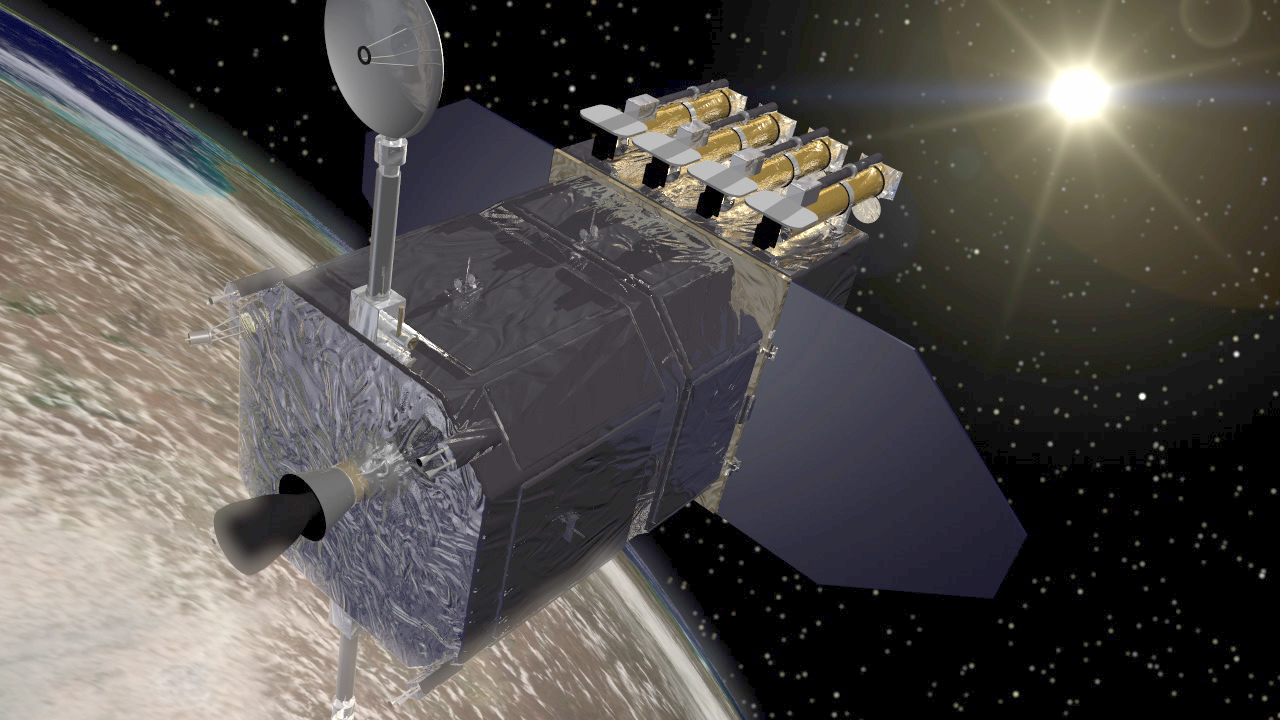

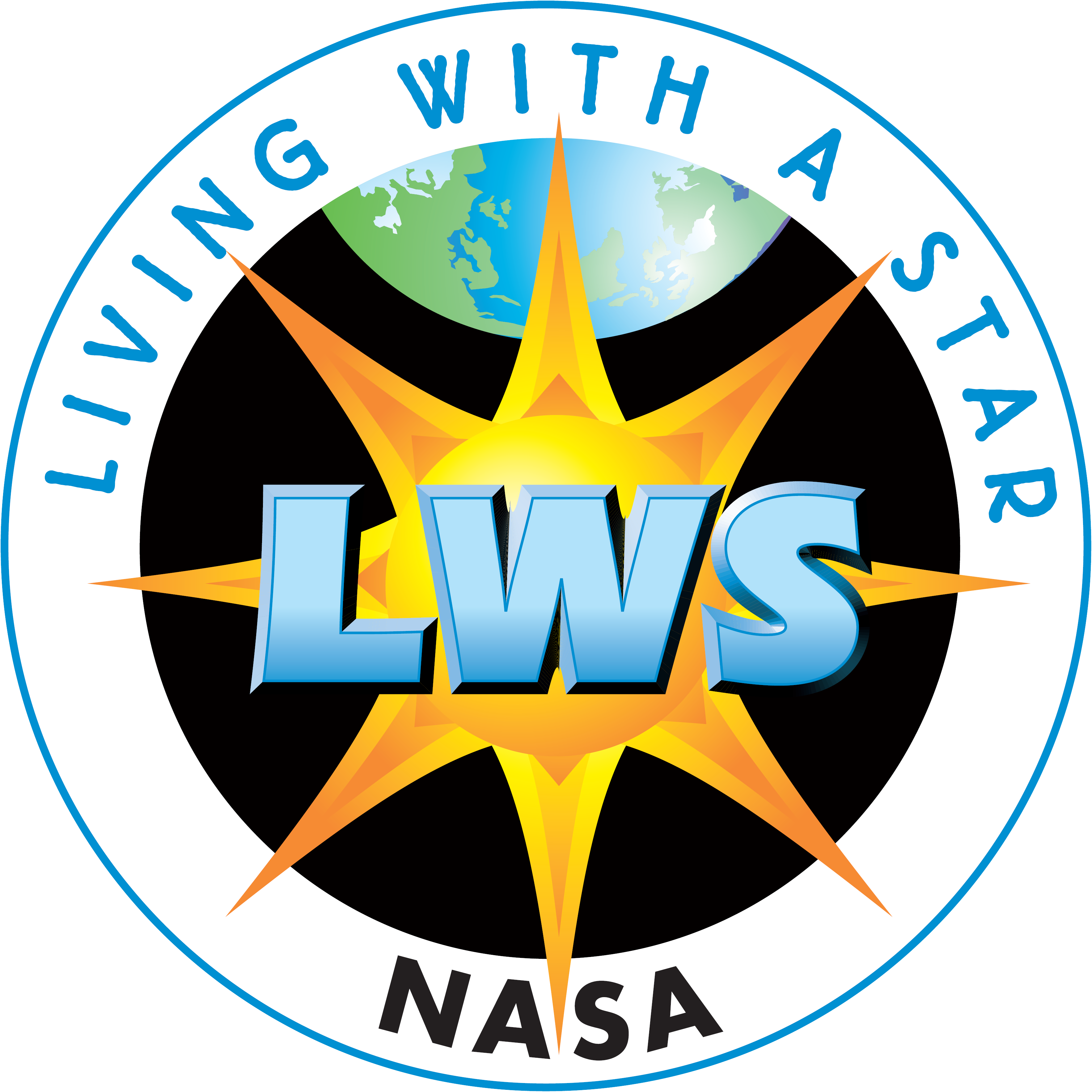
شعار مشروع التعايش مع نجم

هو مشروع علمي لناسا لدراسة الترابط بين الشمس والأرض وتأثيره على الحياة على الأرض وعلى المجتمع البشري. وينبع هذا البرنامج من نشاط ناسا الاستكشافي وكذلك لدعم إستراتيجية ناسا فيما تقوم به من أبحاث. وتتولى إدارة قسم فيزياء الشمس التابع ناسا الإشراف على البرنامج.
ويتكون البرنامج من ثلاثة موضوعات:
- الاستكشاف العلمي بواسطة مسبارات فضائية لمختلف مناطق الشمس.
- استكشاف الفضاء بين الكواكب.
- استكشاف الفضاء القريب من الأرض.

وهو برنامج أبحاث تطبيقية للفضاء المحيط حيث تـُدرس موضوعات خاصة ومسائل عملية، كلها أبحاث هادفة تُنفذ بواسطة برنامج تكنولوجي.

## قطاع غزو الفضاء
يرجع التفكير في البرنامج إلى عام 1995. وتجرى ناسا حاليا الاستعدادات لأول بعثتين:مرصد ديناميكا الشمس SDO ومسبار قياس حزام الأشعة وعواصفه Radiation Belt Storm Probes. وقد أطلق مرصد ديناميكا الشمس يوم 11 فبراير 2010.

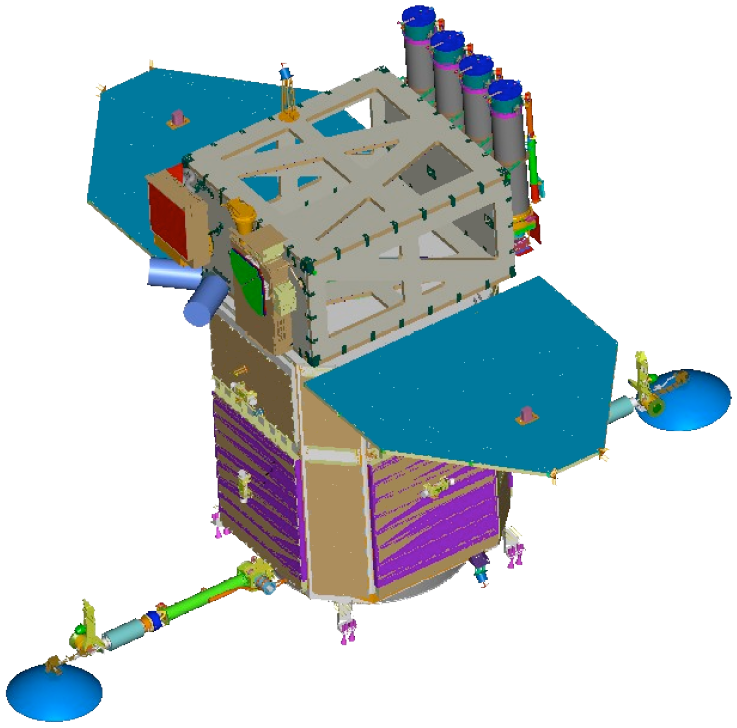
مرصد ديناميكا الشمس.

وقد حددت المتطلبات العلمية وبرنامج تنفيذ البعثات لمسبار قياس الكرة الأيونية الحرارية وكذلك لدورات النشاط الشمسي.

## اختبار البيئة الفضائية
يستخدم هذا البرنامج المعلومات الموجودة ومعلومات جديدة سوف يتم الحصول عليها بواسطة مسبارات قليلة التكلفة للتوصل إلى الآتي:
- معرفة تغير البيئة الفضائية الناشئة عن الشمس وتأثيرها.
- زيادة الدقة في معرفتنا عن تغيرات البيئة الفضائية وتأثيرها على البعثات الفضائية وحمولاتها.
- تحسين تصميم وعمل أنظمة العمل وخطوات الفحص بحيث يمكن خفض عدم موائمة المركبات الفضائية للبيئة الفضائية وتلافي وقوع الأعطال أثناء البعثات.

## برنامج الأبحاث والتقنية

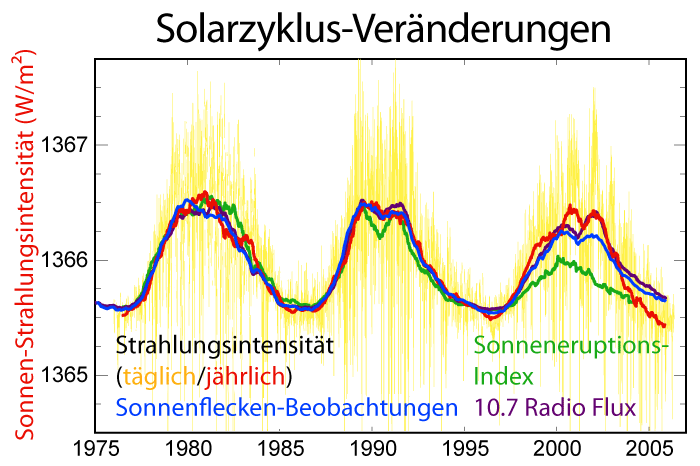
شدة اشعاع الشمس خلال النشاطات الشمسية منذ عام 1975.

بعد الموافقة على البرنامج عام 2001، بدأ التفكير في برنامج ابحاث هادف متواصل بغرض دراسة النظام الشمس - أرض التي تؤثر على الحياة وعلى المجتمع الإنساني. ولذلك قامت ناسا بتصميم البرنامج التكنولوجي على هذا المضمار. ومر على برنامج الأبحاث والتقنية المخطط له خمسة اقتراحات لمعرفة الاستعدادات والإمكانيات العملية للبرنامج. وقد موّل البرنامج جوائز خارجية تشجيعية، ومؤتمرات للمناقشة العلمية المركزة، وكذلك دعم للإمكانيات العملية للربط بين التخصصات العلمية المختلفة لفهم كيف تتغير الشمس، وكيف تستوعب الأرض والكواكب. الأخرى هذا التغير. وتعتبر المؤتمرات العلمية المركزة على هذا الموضوع من مستجدات التعاون الواسع العلمي، وتبدو أول نتائجها مشجعة للغاية.

## اقرأ أيضا
- تلسكوب شمسي
- مرصد ديناميكا الشمس
- سوهو (مسبار شمسي)
- مسبار ستيريو
- نشاط شمسي
- انفجار شمسي
- تلسكوب الشمس دكيست